# バラバジャガ
『バラバジャガ』（原題：Barabajagal）は、イギリスのシンガーソングライター、ドノヴァンが1969年に発表した7作目のスタジオ・アルバム。アメリカのエピック・レコードから発売された。

## 背景
「バラバジャガ」と「トゥルーディ」の2曲は、ジェフ・ベック・グループ、レスリー・ダンカン、マデリン・ベルと共にレコーディングされた。また、「あの娘はどこに」にはダニー・トンプソン（ベース）、トニー・カー（ドラムス）、ハロルド・マクネア（フルート）、アラン・ホークショウが参加している。

## 反響・評価
本作は母国イギリスでは当時発売されず全英アルバムチャート入りしていないが、「幻のアトランティス」が全英シングルチャートで23位、「バラバジャガ」が同12位を記録した。一方、アメリカではBillboard 200で23位に達し、Billboard Hot 100では「西海岸で待つスーザンに」が35位、「幻のアトランティス」が7位を記録した。
Bruce Ederはオールミュージックにおいて5点満点中4点を付け「ドノヴァンは『バラバジャガ』において、柔和で詩的で白昼夢的なフォーク、ハードなサイケデリア、童謡、自由恋愛への賛歌、それに反戦感情までも混ぜ合わせた」と評している。
日本では、イギリスで「幻のアトランティス」のB面だった「ぼくの好きなシャツ」が来日記念盤として1970年にシングルカットされた。

## リマスターCD
2005年にEMIからリリースされたリマスターCDには、未発表音源13曲がボーナス・トラックとして追加されており、そのうち「Stromberg Twins」はジェフ・ベック・グループも参加した録音である。

## 収録曲
全曲ともドノヴァン作。
Side 1
1. バラバジャガ - "Barabajagal" – 3:23
2. ぼくのスーパーガール - "Superlungs by Supergirl" – 2:42
3. あの娘はどこに - "Where Is She" – 2:48
4. ハッピネス・ランズ - "Happiness Runs" – 3:27
5. ぼくの好きなシャツ - "I Love My Shirt" – 3:21

Side 2
1. ラヴ・ソング - "The Love Song" – 3:17
2. 西海岸で待つスーザンに - "To Susan on the West Coast Waiting" – 3:15
3. 幻のアトランティス - "Atlantis" – 5:05
4. トゥルーディ - "Trudi" – 2:25
5. パメラ・ジョー - "Pamela Jo" – 4:26

### 2005年リマスターCDボーナス・トラック
1. "Stromberg Twins"
2. "Snakeskin"
3. "Lauretta's Cousin Laurinda"
4. "The Swan (Lord of the Reedy River)"
5. "A Poor Man's Sunshine (Nativity)"
6. "New Years Resolution (Donovan's Celtic Jam)"
7. "Runaway" {Demo}
8. "Sweet Beverley" {Demo}
9. "Marjorie (Margarine)" {Demo}
10. "Little White Flower" {Demo}
11. "Good Morning Mr Wind" {Demo}
12. "Palais Girl" {Demo}
13. "Lord of the Universe" {Demo}